# Musica Nuda 20
Musica Nuda 20 è un album in studio del duo jazz italiano Musica Nuda, pubblicato il 10 marzo 2023 da 6T3. Dall'album è stato estratto il singolo Guardami. L'opera è stata pubblicata in concomitanza con il ventennale di attività artistica del duo.
Autori dei brani sono lo stesso Ferruccio Spinetti, contrabbassista del duo, e Frankie Hi-Nrg, Max Casacci, Alessio Bonomo, Francesco Cusumano, Tony Canto, Giovanni Block, Luigi Salerno, Susanna Parigi.

## Tracce
1. Il viaggio straordinario – 4:04
2. I giapponesi – 2:56
3. Un semaforo blu – 3:09
4. Il calabron – 2:07
5. Guardami – 4:07
6. Il Vampiro – 2:45
7. La lancetta – 2:46
8. La rondinella – 3:17
9. Nessun dorma – 2:17
10. Corri corri – 2:00
11. Il mulo e la formica – 2:44
12. Ridere – 3:12
13. Un tempo stupido – 3:18
14. La puzzetta (bonus track) – 3:13